# На врху
На врху (енгл. Over the Top) је америчка спортска драма из 1987. године режисера Менахема Голана, са Силвестером Сталонеом, Дејвидом Менденхолом, Робертом Лоџом и Сузан Блејкли у главним улогама. Радња филма прати Линколна Хока, возача камиона који покушава да стекне поверење свог сина, којег је напустио пре много година, а такође и да постане светски шампион у обарању руку.
Снимање филма је трајало око 9 недеља, тачније од 9. јуна до 15. августа 1986. године, а премијерно је приказан у биоскопима Њујорка и Лос Анђелеса у четвртак 12. фебруара 1987. године, да би се наредног дана приказивање проширило на укупно 1.758 биоскопа.  
Филм је током првог викенда премијере зарадио 5.1 милиона $, што га чини четвртим филмом по заради током тог премијерног викенда у САД-у, док се укупна зарада од филма процењује на око 16 милиона $. Добио је претежно помешане оцене публике, и критичара који су углавном највише замерали на глуми, броју пласмана производа, и због тога што је филм знатно лошији по квалитету у односу на све дотадашње филмове о Рокију.

## Радња
Линколн Хок је камионџија који додатно зарађује новац за живот такмичећи се у обарању руку, док покушава да среди свој живот. Хокова супруга Кристина, која је тешко болесна од срчане болести, позове га са молбом да покупи њиховог дванаестогодишњег сина Мајкла са војне академије, како би се њих двојица боље упознали. Томе се противи Кристинин отац Џејсон Катлер, имућан човек који мрзи Хока због тога што је напустио своју породицу десет година раније, када јој је био најпотребнији, сматрајући да Хок нема права да буде у животу његовог унука. Мајкл је у почетку неповерљив спрам свог оца и опходи се према њему са нескривеним презиром. За то време Катлер покушава да искористи своје богатство и моћ како би у случају смрти своје ћерке добио старатељство над унуком, али његов адвокат, позивајући се на упоредну анализу свих сличних случајева у последњих сто година, закључи да ниједан судија неће доделити старатељство њему, већ оцу, на шта Катлер упорно инсистира да се нађе нека рупа у закону.
Током путовања камионом из Колорада у Калифорнију, Мајкл стекне поверење у Хока, нарочито након што га Хок избави од отмичара (које је унајмио Катлер). Хок и Мајк се још више вежу пошто га Хок научи обарању руку и вожњи камиона. Међутим, када стигну до болнице, Хока потишти сазнање да му је супруга преминула од компликација током операције. Осећајући да би стигао на време да види своју мајку у животу да се није возикао старим камионом, Мајкл напусти Хока и упути се таксијем ка имању свог деде. Хоков сукоб са Катлеровим приватним обезбеђењем резултира његовим хапшењем због провале. Мајкл посети оца у притвору и опрости му, али му саопшти да се осећа сигурније живећи са својим дедом. Као услов за пуштање на слободу и да би избегао кривично гоњење, Хок је приморан да препусти Катлеру старатељство над Мајклом и заувек напусти Калифорнију.
Хок одлази у Лас Вегас да се такмичи на светском првенству у обарању руку. Победник осваја премију у износу од сто хиљада долара и нови, већи тегљач од 250.000 долара, уз који би, у случају победе, Хок могао да оснује сопствену шпедитерску фирму. Хок је на први поглед аутсајдер, заостајући стасом за готово свим осталим такмичарима на првенству, укључујући и свог старог ривала Була Херлија, који важи за кладионичарског фаворита међу 500 учесника. Стигавши, он прода свој камион за седам хиљада долара, а тај новац искористи кладећи се на сопствену победу. У међувремену Мајкл пронађе сва писма која му је Хок слао током протеклих година и схвати да му је деда скривао истину о оцу. Катлер је чинио све што је било у његовој моћи да раздвоји његове родитеље, те је пресретао и скривао писма која му је писао Хок. Запањен дединим обманама, Мајкл украде једно од многих дединих возила (пикап) и упути се ка Лас Вегасу да нађе Хока.
Хок догура до четвртфинала првенства у двострукој елиминацији пре него што претрпи први пораз од стране Џона Гризлија, повредивши руку том приликом. Катлер позове Хока у председнички апартман и саопшти му да је он одувек био губитник, али понуди Хоку излаз и прилику за нови почетак: 500.000 долара и врхунски тегљач (бољи од оног који ће припасти победнику првенства) под условом да заувек нестане из њихових живота, али Хок одбије, зарекавши се да ће доћи по Мајкла након првенства. Он се врати на првенство са још већом одлучношћу и догура до финала против Була Херлија, који је већ пет година непоражени првак света. Мајкл тада пронађе Хока и извини му се због предрасуда које је имао о њему, чиме пружи Хоку емоционалну потпору која му је потребна за такмичење. Хок изађе као победник над својим старим ривалом, зарадивши његово поштовање. Док Хок и Мајл прослављају победу, Катлер (који се дао у потеру за Мајклом) посматра у тишини, дивећи се Хоку због свега што је жртвовао да врати Мајкла. Хок и Мајкл седну у свој нови камион и одвезу се, започевши нови заједнички живот.

## Улоге
| Глумац            | Улога                          |
| ----------------- | ------------------------------ |
| Силвестер Сталоне | Линколн Хок                    |
| Дејвид Менденхол  | Мајкл Хок                      |
| Роберт Лоџа       | Џејсон Катлер                  |
| Сузан Блејкли     | Кристина Катлер-Хок            |
| Рик Зумвалт       | Боб "Бул" Херли                |
| Крис Макарти      | Тим Селинџер                   |
| Тери Фанк         | Рукер                          |
| Брус Веј          | Џон Гризли                     |
| Џими Киган        | Ричи                           |
| Грег Меџик Шварц  | разбијач                       |
| Алан Граф         | Колинс                         |
| Џон Брејден       | пуковник Дејвис                |
| Мајкл Фокс        | Џим Олсон                      |
| Сем Скарбер       | Боско                          |
| Реџи Бенет        | женски такмичар у обарању руку |
| Рони Рондел млађи | телохранитељ                   |